# Cephea coerulea
Cephea coerulea är en manetart som beskrevs av Ernst Vanhöffen 1902. Cephea coerulea ingår i släktet Cephea och familjen Cepheidae. Inga underarter finns listade i Catalogue of Life.